# Lune Miedema
Lune Miedema (Haarlem, 27 november 2001) is een voetbalspeelster uit Nederland. Ze speelde als verdediger voor Telstar in de Vrouwen Eredivisie. Sinds 2024 komt ze als amateur uit voor RKVV DSS.

## Carrière
Miedema speelde in de jeugd bij Alliance '22 en DSS. Vervolgens kwam ze in de jeugdopleiding van Telstar. In 2022 werd ze overgeheveld naar de hoofdmacht van de Witte Leeuwinnen. 
Op 3 maart 2023 maakte Miedema haar debuut voor Telstar in de Vrouwen Eredivisie in een uitwedstrijd tegen VV Alkmaar door in de 88ste minuut in te vallen voor Chelly Drost.
Telstar maakte op 29 april 2024 bekend dat het aflopende contract van Miedema niet zal worden verlengd, waardoor Miedema de club na twee seizoenen zal verlaten. Door langdurig blessureleed wist Miedema de aansluiting met het eerste elftal niet te maken. Ze stapte over naar de amateurs van RKVV DSS, voor wie ze bij haar debuut gelijk tot scoren kwam.

## Statistieken
| Seizoen | Club    | Competitie | Competitie | Competitie | Beker | Beker | Overig | Overig | Totaal | Totaal |
| Seizoen | Club    | Competitie | Wed.       | Dlp.       | Wed.  | Dlp.  | Wed.   | Dlp.   | Wed.   | Dlp.   |
| ------- | ------- | ---------- | ---------- | ---------- | ----- | ----- | ------ | ------ | ------ | ------ |
| 2022/23 | Telstar | Eredivisie | 1          | 0          | 0     | 0     | 0      | 0      | 1      | 0      |
| 2023/24 | Telstar | Eredivisie | 12         | 0          | 1     | 0     | 0      | 0      | 13     | 0      |
| Totaal  | Totaal  | Totaal     | 13         | 0          | 1     | 0     | 0      | 0      | 14     | 0      |

Bijgewerkt t/m 10 december 2024.